# شيرلي إليس
شيرلي إليس (بالإنجليزية: Shirley Ellis)‏ هي كاتبة غنائية ومغنية أمريكية، ولدت في 19 يناير 1929 في ذا برونكس في الولايات المتحدة، وتوفي بنفس المكان في 5 أكتوبر 2005.

## وصلات خارجية
- شيرلي إليس على موقع IMDb (الإنجليزية)
- شيرلي إليس على موقع ميوزك برينز (الإنجليزية)
- شيرلي إليس على موقع أول ميوزيك (الإنجليزية)
- شيرلي إليس على موقع ديسكوغز (الإنجليزية)